# Amadou Cissé
Amadou Cissé (* 23. října 1985, Conakry, Guinea) je guinejský fotbalový záložník, momentálně působící ve Francii v týmu CM Aubervilliers.

## Kariéra
S větším fotbalem začal již v roce 2002, kdy nastoupil ve 4. francouzské lize za tým Pontivy Stade. V roce 2006 přestoupil do konkurenčního FC Aubervilliers. V létě 2008 odešel na testy do pražské Slavie, se kterou absolvoval přípravu a získal v ní smlouvu. V sezoně 2008–2009 získal se Slavií mistrovský titul. Po sezóně však Slavia oznámila, že s ním nadále nepočítá a může si hledat jiné angažmá. V průběhu podzimu pak se Slavií rozvázal smlouvu. K 1. lednu 2010 přestoupil z SK Slavia Praha do klubu Bohemians 1905.